# Семинария Христа Спасителя (Джонстаун)
Семина́рия Христа́ Спаси́теля (англ. Christ the Saviour Seminary) — учебное заведение самоуправляемой Американской Карпато-Русской Православной епархии Константинопольского патриархата. Расположена в городе Джонстаун, штат Пенсильвания. Основана в 1940 году первым епископом Американской Карпаторосской епархии Орестом (Чорноком).

## История
Семинария Христа Спасителя была основана в 1940 году во многом благодаря усилиям и видению епископа Ореста (Чорнока), первого предстоятеля Американской Карпато-Русской православной епархии. Первоначально школа была открыта в приходском комплексе Святого Николая на десятой улице в Нью-Йорке. Позже занятия проводились в течение короткого времени в Николсоне, штат Пенсильвания. Крупный переезд произошел в 1941 году, когда десять семинаристов жили и учились в собственности епископа Ореста на Милл-Хилл-Авеню в Бриджпорте, штат Коннектикут. В 1951 году епархия приобрела особняк Страйера (Strayer Mansion) — достопримечательность в Моррелвилльском районе Джонстауна.  Официальное освящение территории состоялось в октябре 1951 года, а в сентябре семинария Христа Спасителя официально открыла свои первые семестровые классы на новом постоянном месте. Здание было специально спроектировано, чтобы включить классы и лектории и столовую и помещение для отдыха, а также библиотеку и книжный магазин. Начиная с 1955 года, семинария была расширена, чтобы разместить все большее число семинаристов. Перестроенное здание было заново освящено 5 июля 1957 года.
1 июля 1960 года семинария была одобрена Советом по образованию штата Пенсильвания и получила право выдавать диплом бакалавра богословия. Это, как правило, трехлетняя программа для тех студентов, которые ранее завершили своё обучение в бакалавриате. Семинария также работает индивидуально с теми студентами, которые еще не закончили свою степень бакалавра, чтобы помочь им разработать график завершения этой степени.

## Обучение
Основной целью семинарии является подготовка священников для ACROD и других православных епархий в США, а также в зарубежных странах. Семинария делает акцент на пастырско-ориентированном обучении.
В семинарии проводится обучение по пяти видам программ:
- трёхлетняя программа Бакалавра богословия для студентов, которые уже имеют степень бакалавра.
- совместная программа с Университетом Питтсбурга для студентов без степени бакалавра.
- дипломная программа лиценциата богословия late vocations для лиц без предварительной степени бакалавра.
- специальная программа для лиц, которые не планируют быть рукоположенными в священный сан.
- менее интенсивная диаконская программадля тех, кто хочет служить именно как диакон.

## Известные выпускники
- Гавриил (Рамлауи)
- Андрей (Пешко)
- Николай (Сораич)
- Михаил (Дахулич)
- Николай (Смишко)
- Матфий (Моряк)